# Metroszexualitás
A metroszexualitás a metropolitan és a heterosexual angol szavakból keletkezett neologizmus annak az életmódnak a jellemzésére, amit egyes nagyvárosban élő és többnyire egyedülálló férfiak követnek: sokat költenek kozmetikumokra, fodrászra, divatra, és sokat törődnek a külsejükkel.
A szó nem feltétlenül utal szexuális beállítottságra, preferenciákra, inkább életstílusra vonatkozik, az olyan heteroszexuális férfiak extravaganciáját jellemzi, akik látszólag nem fektetnek hangsúlyt arra, hogy egy férfias szerepképbe kategorizálják be őket. Az általuk követett életstílusra helytelenül a „nőies” jelzőt szokták alkalmazni, esetleg azt mondják rá, hogy „mint egy homoszexuális férfi”.
A metroszexuális szót első ízben Mark Simpson brit újságíró publikálta. A metroszexualitás tipikus képviselőjének tekintik David Beckhamet.